# Black Cat
För andra betydelser, se Black Cat (olika betydelser).
Black Cat är en seriefigur som debuterade i The Amazing Spider-Man #194 (juli 1979) och är en seriefigur i serierna om Spindelmannen. 

## Bakgrund
Black Cat heter egentligen Felicia Hardy, en attraktiv ung kvinna som studerar på Peter Parkers universitet. Hennes pappa kidnappades av Kingpin, en stor bov som kontrollerar stora områden av New Yorks kriminella aktivitet. För att rädda sin far blev hon Black Cat, en superhjältinna/skurk som hatar män och kan ge sina motståndare en ordentlig match. Oturligt nog gick inte räddningsförsöket som väntat utan hon blev tvingad att jobba för Kingpin.
När hon och Spindelmannen träffades höll hon på med ett jobb för Kingpins räkning. När Spindelmannen kom förbi och såg detta blev han nyfiken och tittade in i antikvitetsaffären Black Cat höll på att råna. Spindelmannen, som från första början blev nyfiken på den unga rånaren smög fram bakom henne, i tron om att hon inte hade märkt honom. Black Cat som hela tiden känt till sin besökare vände sig om och förvånade Spindelmannen med att presentera sig. Spindelmannen trodde att detta var ett tecken på fred och slappnade av lite, vilket gav Black Cat tillfälle att kasta sig över honom och låsa honom på golvet med ett grepp.
Spindelmannen blev överrumplad av den unga tjejens plötsliga anfall, hann inte värja sig och låstes därmed i hennes grepp. Black Cat som nu hade ett övertag mot Spindelmannen log åt tanken på hans hjälplöshet. Hon började att småprata lite med mannen i sitt grepp som hon av någon anledning började dras till, samtidigt som hon gjorde greppet om Spindelmannen allt mer smärtsamt. Men hon undervärderade hans förmåga att ta sig ur hennes grepp. Detta ledde till att Spindelmannen lyckades bryta Black Cats grepp om honom och därmed befria sig själv. Black Cat som hade förlorat greppet om spindeln började fly och Spindelmannen tog snabbt upp jakten. Han kom ifatt henne precis innan hon kastade sig ut från ett fönster och fick henne att ramla genom att gripa tag i hennes fötter. Felicia som nu var rädd att bli tagen grep tag om en närliggande antik stenstaty med vilken hon gav Spindelmannen ett hårt slag mot huvudet. Detta ledde till att spindeln föll ihop på golvet medvetslös och Felicia kunde svinga sig därifrån.
Med tiden kom de att börja hysa känslor för varandra och byggde upp en relation. Spindelmannen hjälpte henne att rädda sin pappa och de blev förälskade i varandra. Hon har vid flera tillfällen hjälpt och även räddat Spindelmannens liv med sina färdigheter och krafter.
Black Cat kan nästan klassas som en mutant eftersom hon på naturlig väg fick sina superkrafter. Men när dessa superkrafter visade sig inte vara så starka (efter att Doktor Octopus och The Owl nästan fått henne dödad) vände hon sig till Kingpin som kunde ordna detta. Kingpin gav henne krafter som gjorde att alla hennes fiender blev otursförföljda, men han gjorde även i hemlighet så att dessa krafter skulle infektera Spindelmannen med konstant otur.
Precis som Spindelmannen har Black Cat varit nära på att dö många gånger. Som exempel var Venom nära att slita ansiktet av henne, men på grund av hennes brist på information om var Spindelmannen var lät Venom henne leva.
Black Cat visste naturligtvis inte om att hon infekterade Spindelmannen och de höll därmed ihop en hel del. Spindelmannen var under denna tid på något sätt alltid otursförföljd. Cats oturskraft höll nästan på att leda honom till en säker död mot Elektra som överraskade kärleksparet i deras lägenhet. När Spindelmannen fick reda på vad hon gjort lämnade han henne och lyckades "bota" sig själv från oturen.
När Peter senare gifte sig med Mary Jane blev Felicia avundsjuk och försökte hämnas på Mary Jane vilken hon anföll en sen kväll. Trots allt var Spindelmannen i närheten och han drog bort Felicia från Mary Jane vilket bara gav Felicia tillfälle att riva Spindelmannen över hans rygg. Detta fick Mary Jane att skrika till då hon endast såg att Peter blev skuren på ryggen och trodde att han var allvarligt skadad vilket han inte var, men det fick Felicia att lugna ner sig. De tre är nu trots allt goda vänner.
I och med att Spindelmannen hyste känslor för Black Cat, har hon tillsammans med Mary Jane varit ett mål för Spider slayer som kidnappade henne för att få Spindelmannen att överlämna sig själv till Kingpin. Robotarna har även försökt hitta och eliminera henne då hon räddade Spindelmannen från en stark Spider slayer.

## Vänner
- Spindelmannen
- Mary Jane

## Fiender
- Elektra
- Kingpin
- Doktor Octopus
- Spider slayer
- The Owl
- Tombstone
- Venom (Eddie Brock)
- Carnage

## Färdigheter
Black Cat har förvånansvärt bra kunskaper i akrobatik, gymnastik och närstridsförmåga och hon kan svinga sig mellan hustak med hjälp av en stållina med krok.

## Krafter
Hon infekterar alla i sin närhet med otur, påverkar även bland andra Spindelmannen vars spindelsinne blir försvagat och han förlorar även andra sinnen. Hon kan även se infrarött ljus och har övermänskliga balans- och gymnastiska färdigheter (hon får även långa, vassa, "hopfällbara" klor).

## Vapen
Hon har sina "hopfällbara klor" samt en stållina med en krok på och några småsaker vilka höjer hennes fysiska styrka.

## Uppträder i TV-serier
- Spindelmannen
- Spider-Man Unlimited